# プライス (南オーストラリア州)

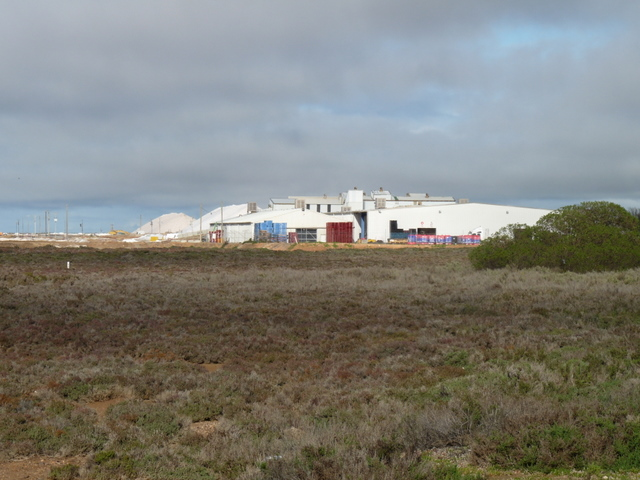
プライスでの製塩所

プライス（Price）はオーストラリア連邦南オーストラリア州にあるロカリティおよびタウンシップ（locality and township、以下、便宜上「村」とする）。人口は256人（2006年）。州都アデレードの北西131キロメートルに位置する。
プライスは1882年8月3日に村の発足を宣言した。主な産業は小麦栽培と製塩業である。製塩は沿岸部の塩田で生産される。またプライスの塩は日本に輸出され、伯方の塩の原材料となっている。観光施設は限られ、1886年創業のウィートシーフホテル（Wheatsheaf Hotel）やキャラバン公園くらいである。
沿岸ではないが、プライスは澪（みお）を縁取るようにウィルクリーク（Wills Creek）と呼ばれるマングローブが茂り、セントビンセント湾につながっている。ウィルクリークは良好な避難港であり、村成立の初期の頃には袋詰めした食塩や小麦の移出港として利用された。今日ではばら積み貨物として陸送されている。